# 法屬多哥蘭

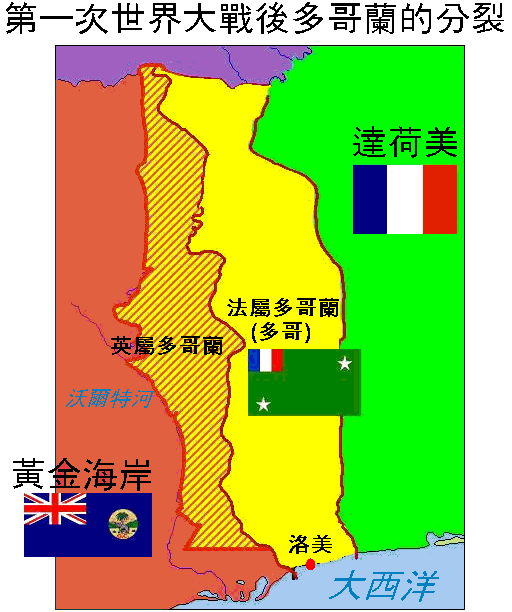
多哥蘭的東半部成為法屬多哥蘭，西半部為英屬多哥蘭

法屬多哥蘭（法語：Togoland français）是法國接受國際聯盟的委託，在西非的一塊国际联盟託管地。其範圍是原來德國所殖民之多哥蘭的東半部；西半部則由英國管理。1955年成為法蘭西聯邦內的自治共和國。1960年4月27日，託管到期失效，獨立為多哥共和國。